# Scott Wheeler (Maskenbildner)
Scott Wheeler ist ein Maskenbildner und Spezialeffektkünstler.

## Leben
Wheeler begann seine Karriere im Filmstab 1985 mit dem Horrorfilm Das Tier II von Regisseur Philippe Mora. Es folgten weitere Horrorfilme wie Nightmare on Elm Street 4 und Tanz der Dämonen. Er arbeitete unter renommierten Regisseuren wie Tim Burton, J. J. Abrams, Zack Snyder, sowie den Horrorspezialisten Tobe Hooper und Dan O’Bannon. Wheeler wirkte mehrfach beim Star-Trek-Franchise. Zwischen 1995 und 2001 arbeitete er an 99 Episoden der Serie Star Trek: Raumschiff Voyager. 1997 war er für Jonathan Frakes Science-Fiction-Film Star Trek: Der erste Kontakt zusammen mit Michael Westmore und Jake Garber für den Oscar in der Kategorie Bestes Make-up und beste Frisuren nominiert, es gewann in diesem Jahr jedoch die Komödie Der verrückte Professor. Mit Star Trek: Der Aufstand und Star Trek: Into Darkness folgten zwei weitere Star-Trek-Filme.
Wheeler war neben seinen Filmengagements auch für das Fernsehen tätig, unter anderem an den Fernsehserien Geschichten aus der Gruft, MADtv und Key & Peele. Für sein Wirken war er zwischen 1994 und 2017 zwanzig Mal für einen Primetime Emmy nominiert, den er drei Mal gewinnen konnte.

## Filmografie (Auswahl)
- 1985: Das Tier II (Howling II: Stirba – Werewolf Bitch)
- 1988: Nightmare on Elm Street 4 (A Nightmare on Elm Street 4: The Dream Master)
- 1990: Tanz der Dämonen (Demon Wind)
- 1991: Highway zur Hölle (Highway to Hell)
- 1996: Star Trek: Der erste Kontakt (Star Trek: First Contact)
- 1998: Star Trek: Der Aufstand (Star Trek: Insurrection)
- 2002: Jackass: The Movie
- 2006: 300
- 2011: Conan (Conan the Barbarian)
- 2011: Fast & Furious Five (Fast Five)
- 2012: The Cabin in the Woods
- 2013: Star Trek Into Darkness
- 2014: 96 Hours – Taken 3 (Taken 3)
- 2017: Get Out
- 2019: Wir (Us)
- 2021: Godzilla vs. Kong
- 2022: Weißes Rauschen (White Noise)
- 2023: Ferrari

## Auszeichnungen (Auswahl)
- 1997: Oscar-Nominierung in der Kategorie Bestes Make-up und beste Frisuren für Star Trek: Der erste Kontakt